# Корбьер (Альпы Верхнего Прованса)
Корбье́р (фр. Corbières, окс. Corbièras) — коммуна во Франции, находится в регионе Прованс — Альпы — Лазурный Берег. Департамент коммуны — Альпы Верхнего Прованса. Входит в состав кантона Юго-восточный Маноск. Округ коммуны — Форкалькье.
Код INSEE коммуны — 04063.

## Население
Население коммуны на 2008 год составляло 957 человек.
| 1962 | 1968 | 1975 | 1982 | 1990 | 1999 | 2008 |
| ---- | ---- | ---- | ---- | ---- | ---- | ---- |
| 441  | 633  | 483  | 660  | 786  | 791  | 957  |

## Экономика
В 2007 году среди 607 человек в трудоспособном возрасте (15—64 лет) 456 были экономически активными, 151 — неактивными (показатель активности — 75,1 %, в 1999 году было 71,4 %). Из 456 активных работали 417 человек (227 мужчин и 190 женщин), безработных было 39 (15 мужчин и 24 женщины). Среди 151 неактивных 44 человека были учениками или студентами, 69 — пенсионерами, 38 были неактивными по другим причинам.

## Достопримечательности
- Церковь Сен-Себастьен, была восстановлена в XVI—XVII веках
- Часовня Сен-Брис
- Часовня Нотр-Дам-де-ла-Салет